# Thiên hoàng Go-Momozono
Thiên hoàng Hậu Đào Viên (桃園天皇 (Hậu Đào Viên Thiên hoàng) Go-Momozono-tennō, 5 tháng 8, 1758 – 16 tháng 12, 1779) là vị Thiên hoàng thứ 118 của Nhật Bản, theo Danh sách Thiên hoàng truyền thống. Ông cai trị từ ngày 23 tháng 5 năm 1771 đến khi mất ngày 16 tháng 12 năm 1779. Ông được kế vị bởi người anh họ thứ hai, Thiên hoàng Kōkaku.
Thuỵ hiệu của vị Thiên hoàng thế kỉ XVIII này được đặt theo thuỵ hiệu của cha ông là Thiên hoàng Momozono và go- (後, hậu), và dịch theo nghĩa đen là "người sau;" và vì thế, ông có thể được gọi là "Hậu Đào Viên Thiên hoàng". Trong tiếng Nhật, từ "go" cũng mang nghĩa "người thứ hai", và trong một số sách cũ, vị Thiên hoàng này cũng được biết đến với cái tên "Đào Viên đệ nhị," hay "Đào Viên II".

## Tiểu sử
Ông có tên thật là Hidehito (英仁; Anh Nhân) hoặc Hanahito.
Ông là con trưởng của Thiên hoàng Momozono. Theo truyền thống, ông sống trong Hoàng tộc ở cung điện Heian.
Thân vương Hidehito lấy Công nương Konoe Koreko và đã hạ sinh 4 người con; trong đó 2 người con trai đã chết khi chưa ra đời và một con gái đã chết lúc 10 tháng tuổi. Một người con của ông còn sống là Công chúa Yoshiko, về sau bà này lấy Thiên hoàng Kōkaku; một người con nuôi là Hoàng tử Morohito (sau là Thiên hoàng Kōkaku).
Năm 1768, Thân vương Hidehito được phong làm Thái tử kế vị.

## Lên ngôi Thiên hoàng
Ngày 9 tháng 1 năm 1771, Thiên hoàng Go-Sakuramachi thoái vị để người cháu (gọi bà bằng cô mẫu) là Thân vương Hidehito lên ngôi, hiệu là Thiên hoàng Go-Momozono.
Triều đại Go-Momozono đánh dấu một loạt các thảm họa về hỏa hoạn, bão tố và dịch bệnh tại nước Nhật: 
- Tháng 2/1772, đại hỏa hoạn ở Edo. Báo cáo không chính thức mô tả một vùng nhiều tro và xỉ lan rộng (dài gần năm dặm và rộng 15 dặm (24 km)), đã phá hủy 178 ngôi đền, miếu, 127 lâu đài của các daimyo, 878 khu dân cư không chính thức, 8705 ngôi nhà của hatamoto và 628 khối nhà ở thương gia. Ước tính hơn 6.000 người thương vong. Ngay sau đó, chính quyền Mạc phủ lập ngay kế hoạch phục hồi và tái thiết Edo[8].
- Tháng 8/1772, đã có hai cơn bão (ngày 2/8, 17/8) tràn vào vùng đồng bằng Kanto. Các trận bão đã phá hoại mùa màng và nhà cửa, gây thiệt hại lớn về người và tài sản. Riêng trận bão thứ hai tràn vào Kanto (17/8/1772) đã phá hủy 4.000 nóc nhà ở nơi đây[8].
- Năm 1775, dịch bệnh lan rộng khắp cả nước làm nhiều người chết; riêng tại Edo là 190.000 người chết vì dịch bệnh[9]. Cùng trong năm này, nhà vật lý và thực vật học người Thụy Điển là Carl Peter Thunberg đến làm việc cho VOC tại Nagasaki. Tại đây, ông bắt đầu khảo sát mô tả đầu tiên chi tiết, của hệ thực vật và động vật của quần đảo Nhật Bản.
- Năm 1778, Kyoto bị lụt lớn. Tai Kagoshima, đảo núi lửa Sakurajima bất ngờ phun tràn làm 16.000 người chết[9].

Ngày 16/12/1779, Thiên hoàng Go-Momozono mất. Năm sau, người con nuôi của ông lên ngôi, hiệu là Thiên hoàng Kōkaku.